# Selaginella centipediformis
Selaginella centipediformis är en mosslummerväxtart som beskrevs av L. D. Gómez. Selaginella centipediformis ingår i släktet mosslumrar, och familjen mosslummerväxter. Inga underarter finns listade i Catalogue of Life.